# Mehríes
Los mehríes (المهرة al-Mahrah) o clan Mehri son una tribu árabe qahtanita que habita en Arabia del Sur y la isla de Socotra.
Los mehríes son predominantemente musulmanes.

## Origen
Son descendientes de Mahra bin Heydan bin 'Amr bin el-Hafi Quda'a bin Malik bin 'Amr bin Murra bin Zeyd bin Malik bin Ḥimyar.

## Distribución
Los mehríes son una de las tribus más grandes en la gobernación de Al Mahrah de Yemen y en la isla de Socotra y la gobernación de Dhofar en Omán. Los miembros del clan Mehri también se encuentran en otros países de la península arábiga, principalmente Omán, Kuwait, Arabia Saudita y Emiratos Árabes Unidos. Además, el clan Salah, de la tribu mehrí reside en Somalia.
Según Ethnologue, hay alrededor de 115.200 mehríes. De ellos, 50.000 viven en Yemen (2011), 50.800 en Omán (2000), y 14.400 en Kuwait (2000) y alrededor 71.400 son hablantes del socotrí en Yemen y otros países árabes y según la Administración Saudí alrededor de 20.000 mehríes habitan en Arabia Saudí.

## Lengua
Los mehri hablan el idioma mehri como lengua materna. Pertenece a las lenguas sudarábigas modernas (MSA) de la rama semítica de la familia afroasiática, igual que el árabe.
El mehrí se divide en dos dialectos principales: Mehri oriental (Mehriyot) y Mehri occidental (Mehriyet). Estos modismos a su vez tienen variedades urbanas y beduinas.
En la isla de Socotra, los mehríes hablan el idioma soqotrí de los soqotríes.
El idioma Mehri está más estrechamente relacionado con otros idiomas modernos del sur de Arabia, como el bathari y el soqotrí. Estas lenguas comparten colectivamente muchas características con las lenguas árabes antiguas meridionales (epigrafía del sur de Arabia), tal como las hablaban los antiguos sabeos, mineos y qatabanianos.
Además, muchos mehríes en Yemen hablan árabe como segundo idioma, que también es un idioma afroasiático.